# Chenoua jezik
Chenoua jezik (chenoui; ISO 639-3: cnu), sjevernoberberski jezik koji se govori u i oko planina Chenoua u Alžiru. Jednim njihovim dijalektom govori i pleme Beni Menacer.
76 300 govornika (2007 U. Laval), od čega 61 000 (2007) Beni Menacer i 15 250 Chenoui (U. Laval, 2007). Muškarci i mlađi ljudi govore i alžirski arapski [arq].

## Vanjske poveznice
- Ethnologue (14th)
- Ethnologue (15th)